# (8861) Jenskandler
(8861) Jenskandler est un astéroïde de la ceinture principale.

## Description
(8861) Jenskandler est un astéroïde de la ceinture principale. Il fut découvert le 3 octobre 1991 à Tautenburg par Freimut Börngen et Lutz Dieter Schmadel. Il présente une orbite caractérisée par un demi-grand axe de 2,60 UA, une excentricité de 0,20 et une inclinaison de 11,0° par rapport à l'écliptique.

## Compléments